# 아비코미치 정류장
아비코미치 정류장(일본어: 我孫子道停留場, あびこみちていりゅうじょう)은 일본 오사카부 오사카시 스미요시구에 있는 한카이 전기 궤도의 정류장이다. 역 번호는 HN15이다.

## 역사
- 1911년 12월 1일: 한카이 전기 궤도(초대)역으로서 개업.
- 1915년 6월 21일: 회사 합병으로 난카이 철도의 역이 됨.
- 1944년 6월 1일: 회사 합병으로 긴키 닛폰 철도의 역이 됨.
- 1947년 6월 1일: 노선 양도로 인하여 난카이 전기철도의 역이 됨.
- 1980년 12월 1일: 노선 양도로 인하여 한카이 전기 궤도의 정거장이 됨.
- 2009년 7월 4일: 다이어 개정으로 운행 계통의 개편으로 인하여 그 동안에는 반대로 아침 저녁의 극히 일부를 제외하고는 에비스초 행 전차가 바로 회차되고, 우에마치 선 직통 전철이 하마데라에키마에까지 직통하게 되었다. 예전에는, 우에마치 선 직통 전철은 반드시 아비코미치에서 회송되었지만 에비스초 행의 전차가 본 역이 종점인 경우에는 대부분이 입고 열차였다.

## 정류장 구조
상대식 승강장 2면 2선의 구조이다.

### 승강장
| 1 | ■ 한카이 선 하마데라에키마에 방면*1 |
| 2 | ■ 한카이 선 에비스초 방면           |
| 2 | ■ 우에마치 선 덴노지에키마에 방면   |
| 3 | ■ 한카이 선 하마데라에키마에 방면*2 |
| 4 | ■ 한카이 선 에비스초 방면           |
| 4 | ■ 우에마치 선 덴노지에키마에 방면*3 |

#### 설명
1번에 표시된 곳에만 플랫폼 길이가 2량분으로, 2번은 러시아워 전용, 1번 선에서 건널목을 끼고 남쪽에, 3번은 러시아워 전용, 2번 선에서 건널목을 끼고 북쪽에 있다.
입고 열차 이외의 본 역 종착열차는 한 차례 하마데라에키마에에 인상된 이후 출고 대기선에 들어갔다가 에비스초 방향 플랫폼으로 입선된다. 다만, 큰 지연이 발생한 경우에는 직접 차고에 들어갔다가 회송된다. 또한, 일중의 본 역 출발 에비스초 행은 덴노지에키마에 행이 출발할 때까지 출발 대기선을 나오지 않지만, 다이아 상으로 조금이라도 덴노지에키마에 행이 늦어지면 단일 후 에비스초 행 열차가 출발 대기선까지 오는 것이 있다. 또한, 출발 대기선은 2량분이 있으므로 하마데라에키마에 방면 본선을 폐색하는 일은 없다).
1번 플랫폼은 길이가 2.5량분 정도 있어, 아침 러시아워와 설날 3일 등의 열차 착종 시에는 수전 신호에 병설된 유도 신호의 지시로 2열차까지 입선한다.
차고에 들어간 후 포인트의 근처에서 입체교차 공사(한카이선 밑을 관통)가 열린 관계로, 전후의 가선 기둥이 2005년경에 이설되었다. 이에 따라, 출고 대기선에 스프링 포인트 근처에 있던 데드섹션도 아비코미치 방향으로 이전되었다. 이 시기에 에비스초 방면 본선의 장내 신호기와 하마데라 방면 본선의 출발 신호도 3등식(단, 녹색 부분은 봉쇄)에서 2등식으로 교환되었다.

## 역 주변
과거 본 선로의 서쪽에 보선 부문의 시설이 있었는데 지금은 차고 내에 이전된 철거지에는 어린이집이 세워졌다. 이 때문에 선로 부지가 폭이 15cm정도 확장되었고, 울타리는 그것에 맞추어 설치되었다. 운수구(승무원 대기소)도 이 시기에 짓는 것과 동시에 콤팩트화되어 빈 부분에 도로가 건설되었다(단, 통상으로는 자동차 통행 불가).
역 주변에는 상업지가 많다.
아비코 관음(다이쇼간온지)은 지하철 미도스지 선 아비코역이 가장 가깝고 JR 한와 선 아비코초역, 난카이 고야 선 아비코마에 역 순으로 가깝고, 본 역과는 가장 떨어진 위치에 있다.
1999년(헤세이 11년)부터 매년 6월 제2일요일에는 차고 내에서 "노면 전차의 날"로 노면 전차 축제"가 이루어지고 있으며, 본 정류장에는 행사가 끝나는 15시대 중반 정도까지 큰 활기를 보인다.
- 한카이 전기 궤도 본사・차고(야마토가와 검차구)
- 안류마치
- 시미즈가오카

## 사진

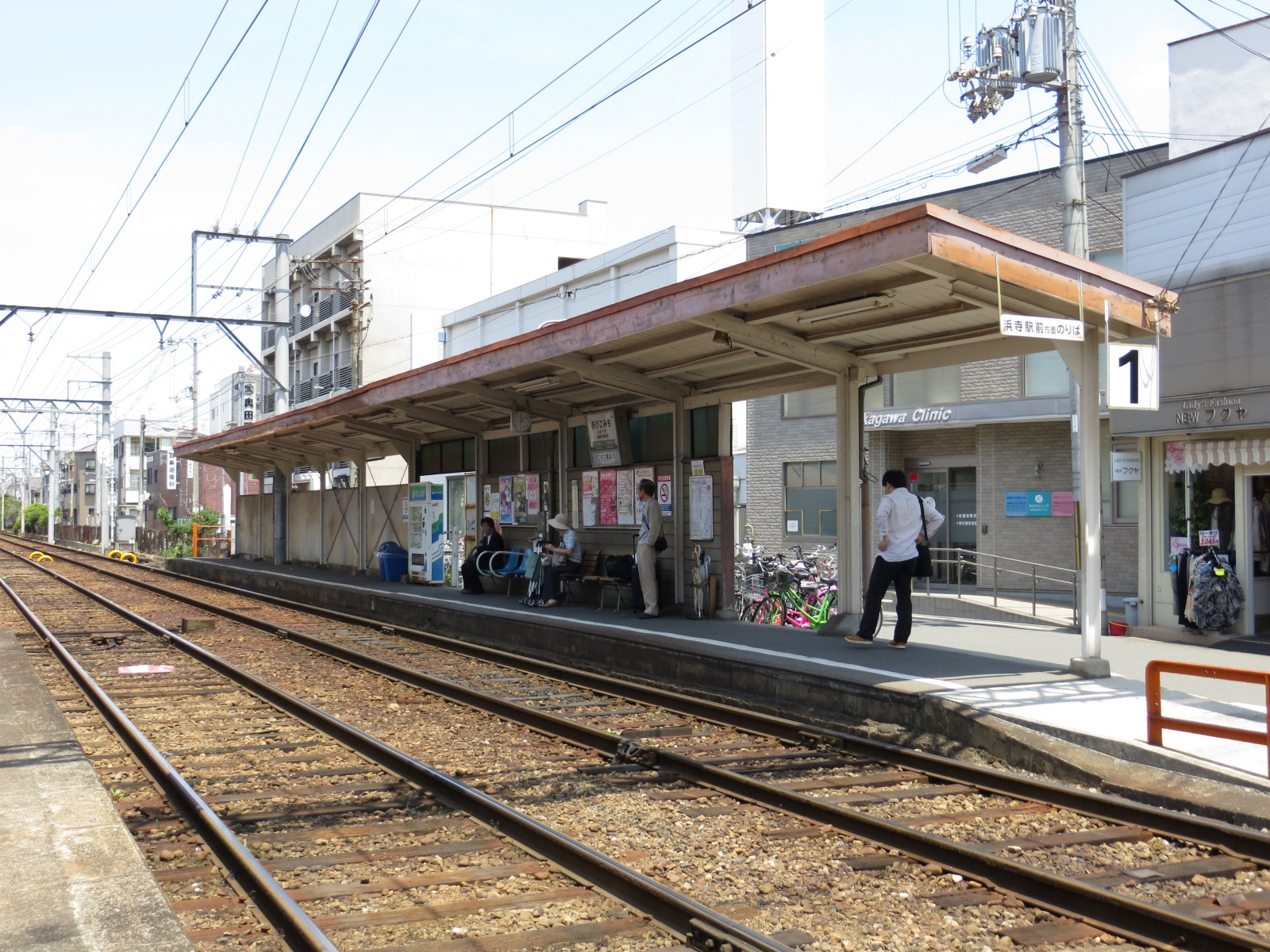
1번 플랫폼
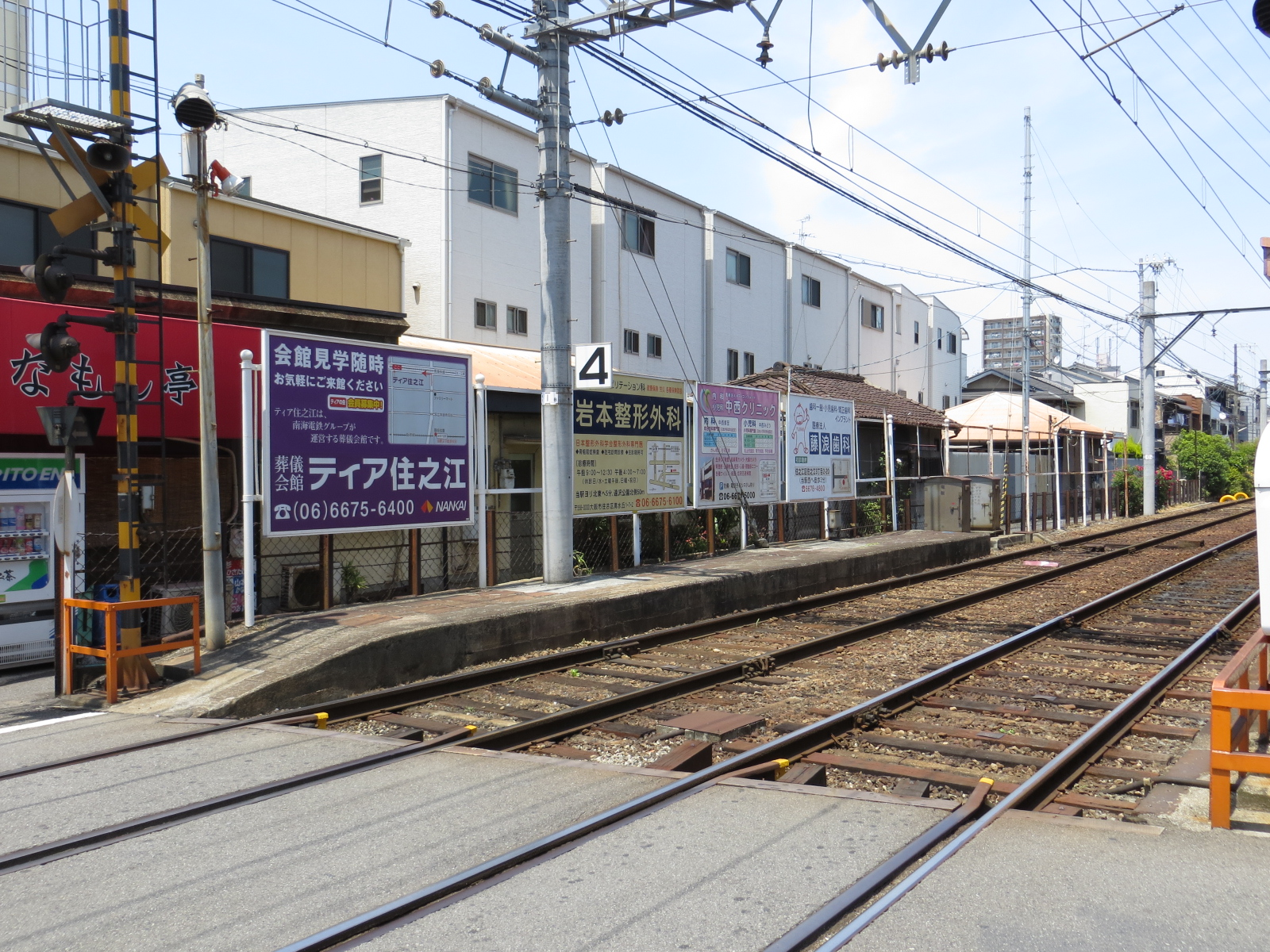
4번 플랫폼
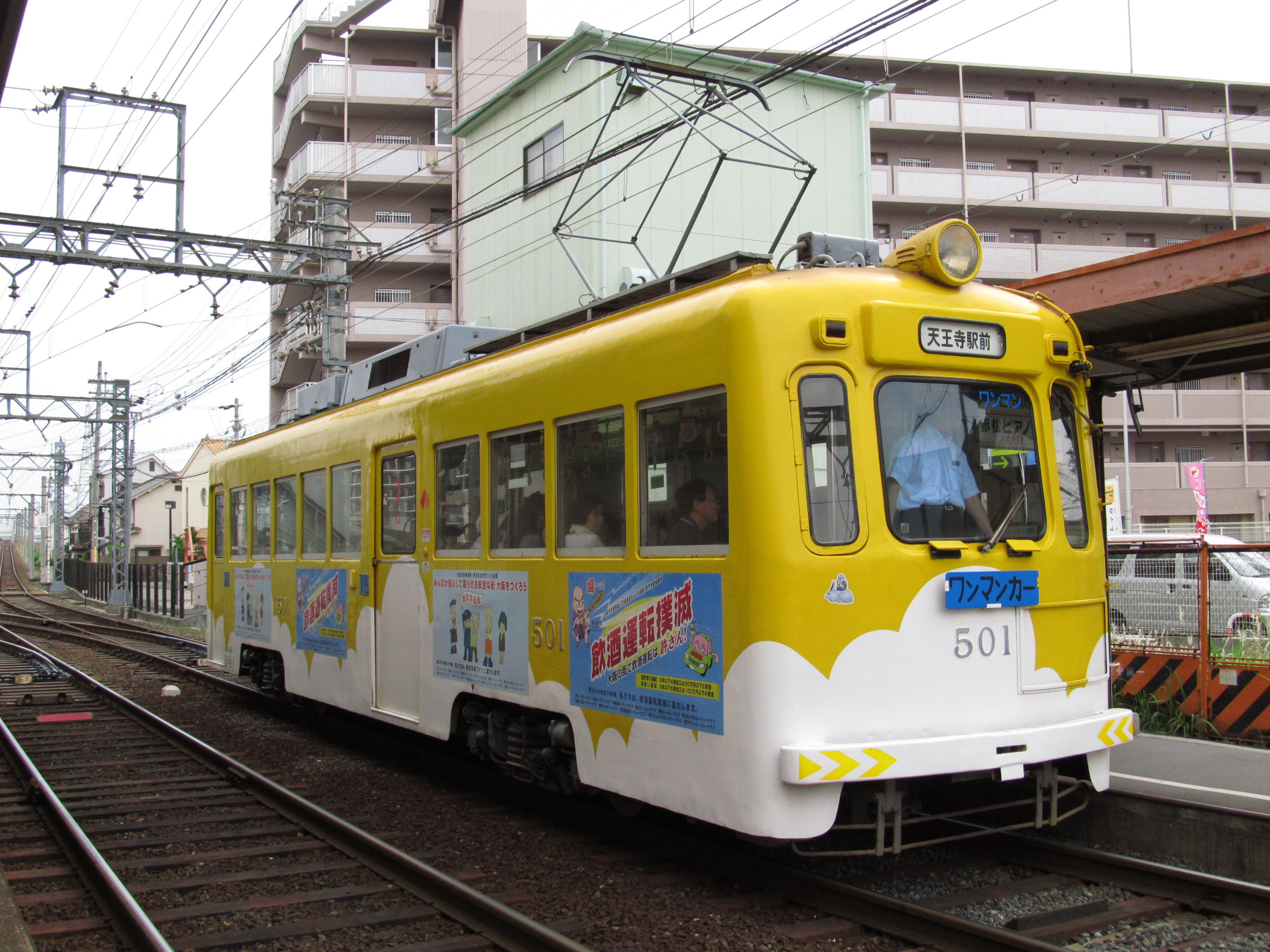
"음주운전 근절" 캠페인 때의 501호 전차
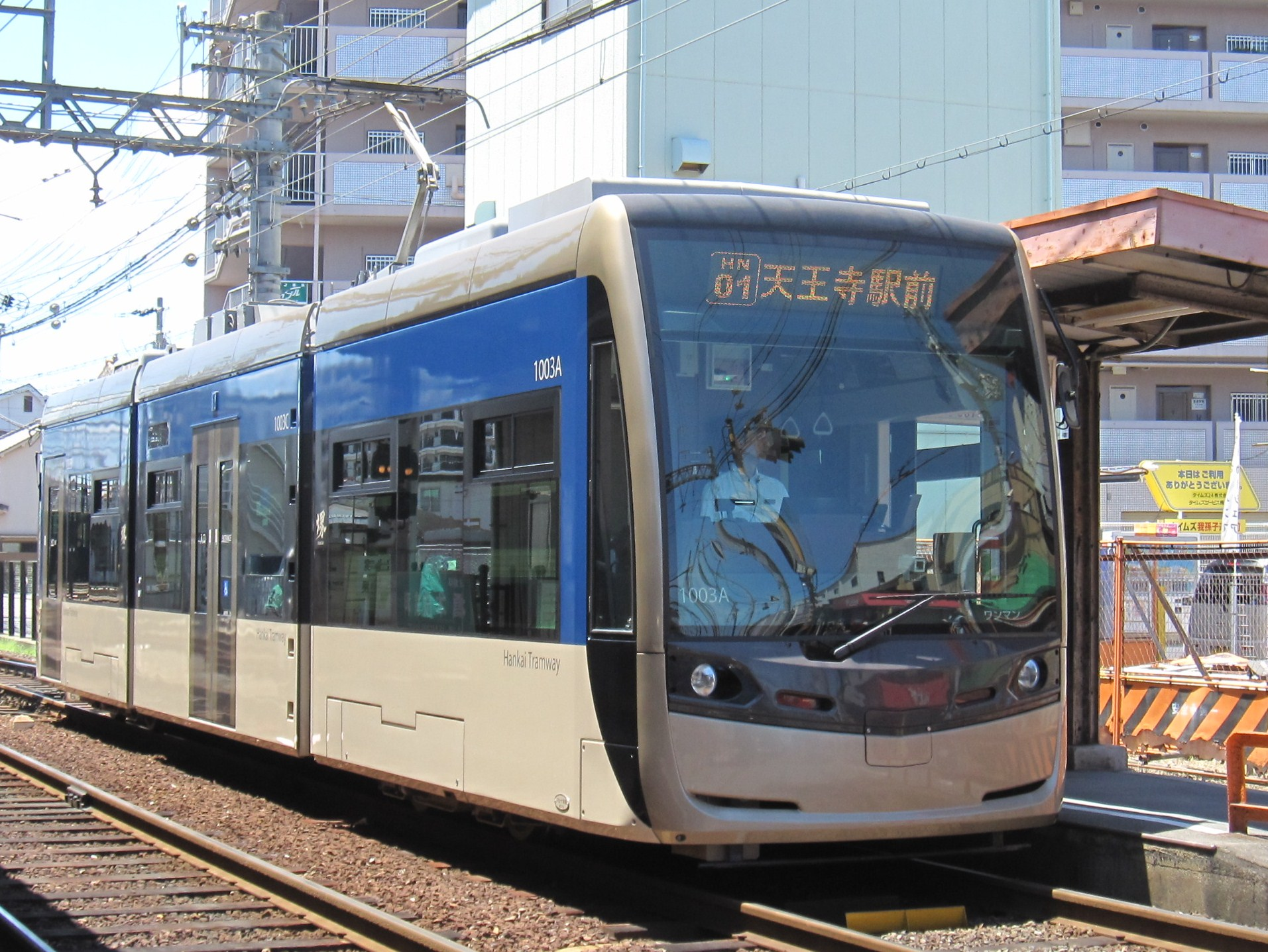
아비코미치 정류장에 정차한 1003호 전차
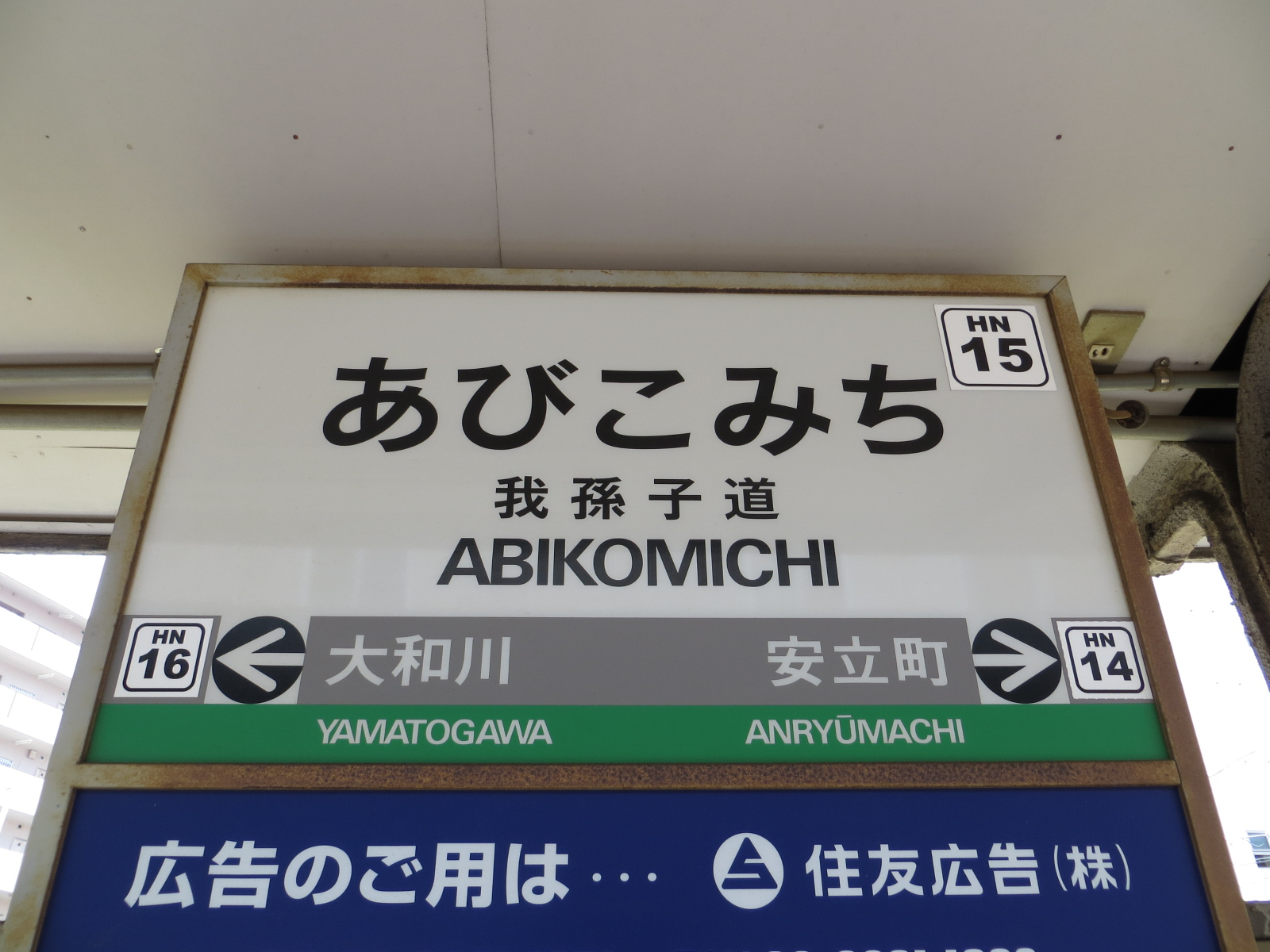
역명판

## 인접역
| 한카이 전기 궤도 ■ 한카이 선 | 한카이 전기 궤도 ■ 한카이 선 | 한카이 전기 궤도 ■ 한카이 선          |
| ---------------------------- | ---------------------------- | ------------------------------------- |
| HN14 안류마치 에비스초 방면  |                              | 야마토가와 HN16 하마데라에키마에 방면 |